# Pilea spathulata

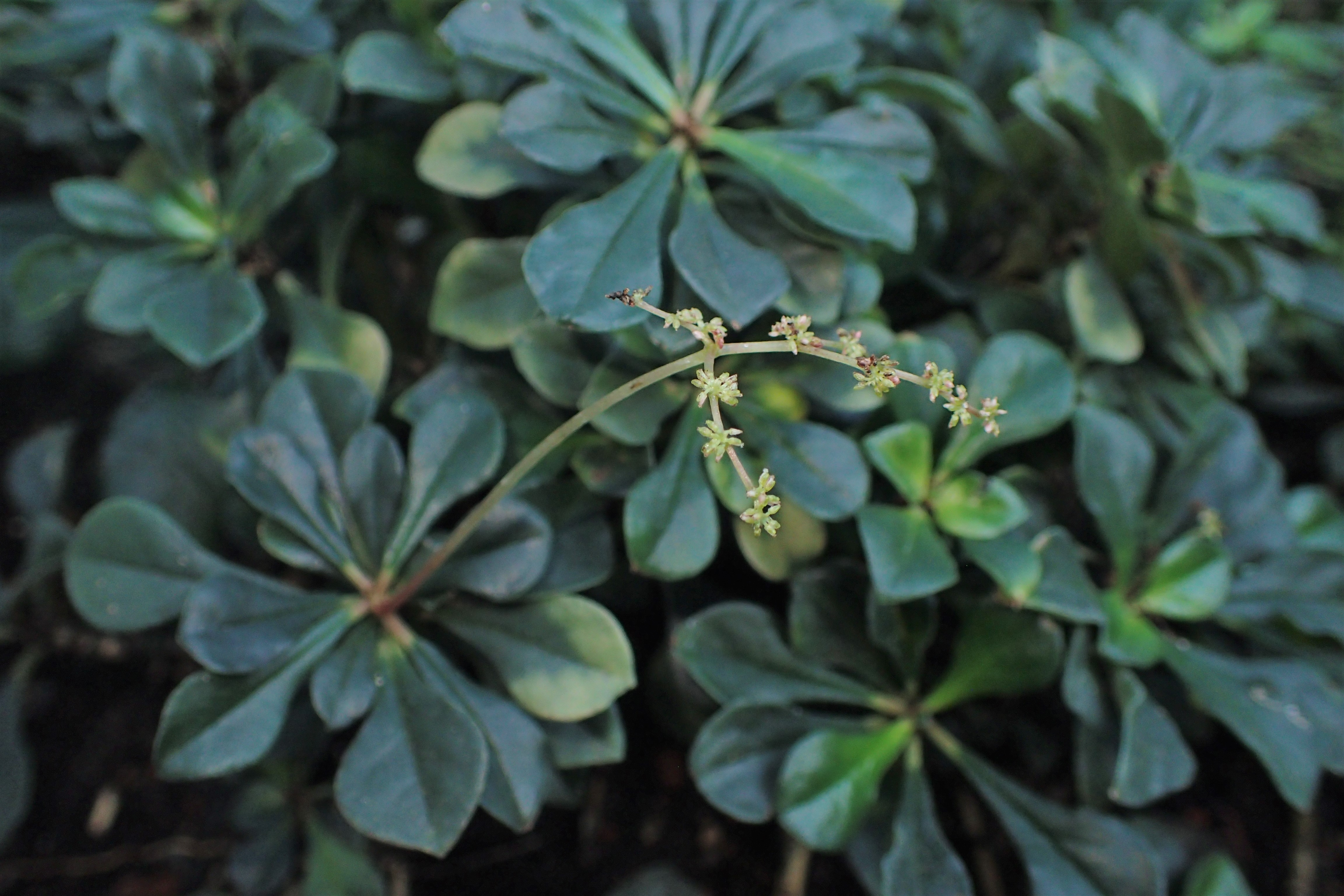
Pilea spathulata

Pilea spathulata är en nässelväxtart som beskrevs av August Heinrich Rudolf Grisebach. Pilea spathulata ingår i släktet pileor, och familjen nässelväxter. Inga underarter finns listade i Catalogue of Life.